# 八九点钟的太阳
《八九点钟的太阳》（英語：Morning Sun）是一部关于文化大革命的非商业性质纪录片。曾经在美国上映期间，在当地华人社区轰动一时。本片是继《天安门》之后，卡玛拍摄的另一部关于中国历史纪录片。该片主要由美国国家人文基金会提供主要经费。

## 影片内容

### 内容
本片采访了多名当年的红卫兵、干部子女，通过回忆的方式，讲述了一场在中国长达十年之久的文化大革命。并以《东方红》和电影《牛虻》为线索，表达了当时的红卫兵希望向长辈们一样，解救那些被压迫的人，以及对于革命理想的渴望与疯狂的追求。本片以客观的角度，向人们展现了那代人“由最初满怀红色激情地憧憬乌托邦，理想破灭、幡然猛醒的心路历程”。
该片以时间发展的顺序记叙，将文革向前延伸到“延安整风”，下至八十年代审判江青四人帮集团，时间跨度近半个世纪，较全面探讨文革动乱的起因经过、发生背景和深远影响。

### 章节
- 大跃进（A GREAT LEAP）
- 自我否定（UNLEARNING）
- 大风大浪（WIND AND WAVES）
- 红八月（RED AUGUSE）
- 新长征（A NEW LONG MARCH）
- 大乱大治（GREAT DISORDER）
- 天壤之间（DOWN TO EARTH）
- 革命万岁 革命死了（LONG LIVE THE REVOLUTION! THE REVOLUTION IS DEAD.）

### 受访人物
本片采访了多名当年参加造反的红卫兵，以及被迫害的人及家属。如给毛主席戴红领巾的宋彬彬、遇羅克的弟弟遇罗文、李锐父女、著名書畫家黃永玉、前国家主席刘少奇的遗孀王光美及女儿刘亭等。

## 外部連結
- 官方网站